# Køge Ås
Køge Ås er et langstrakt, delvist bortgravet, øst-vestgående skovbevokset bakkedrag, beliggende vest for Køge. Åsen strækker sig ca. 20 km ind i landet til Haraldsted Sø. Køge Ås er Danmarks længste ås, og dens højeste punkt er 24 m.o.h. Mod syd løber den nedre del af Køge Å, der er habitatområde (nr. 148 Køge Å) under Natura 2000-projektet.
Køge Ås er en del af en 400 hektar stor naturfredning af området omkring Gammel Køgegård fra 1965, men allerede i 1952 blev 38 ha af den vestlige del af åsen, mellem Regnemark Mose og Kværkeby fredet, og i 1972 blev ca. 65 ha ved Vittenbjerg Ås, syd for Ejby fredet.